# Liste von Küstengeschützen
Diese Liste gibt einen chronologischen und technischen Überblick zu Küstengeschützen die in Küstenfortifikationen und Küstenbatterien eingesetzt wurden.

## Vorderlader
| Bezeichnung | Bild                                                | Herstellerland     | Kaliber | Einsatz von – bis | Anmerkung |
| ----------- | --------------------------------------------------- | ------------------ | ------- | ----------------- | --------- |
| Dahlgren    | Dahlgrenkanone, 1860                                | Vereinigte Staaten | diverse | ca. 1855–1865     |           |
| Rodman      | 15 in Rodman, Battery Rodgers, Washington D.C.,1860 | Vereinigte Staaten | diverse | ca. 1860          |           |

| Bezeichnung              | Bild                             | Herstellerland         | Kaliber | Einsatz von–bis | Anmerkung                                                                  |
| ------------------------ | -------------------------------- | ---------------------- | ------- | --------------- | -------------------------------------------------------------------------- |
| Parrot                   | 100-Pfünder Parrot in Fort Brady | Vereinigte Staaten     | diverse | ca. 1861        |                                                                            |
| RML 11 Inch Gun          | RML 11 inch                      | Vereinigtes Königreich | 297 mm  | 1867            |                                                                            |
| RML 12 Inch 25 Ton Gun   |                                  | Vereinigtes Königreich | 305 mm  | 1868            |                                                                            |
| RML 12.5 Inch 38 Ton Gun | RML 12.5 inch 38 ton             | Vereinigtes Königreich | 305 mm  | 1874            |                                                                            |
| RML 17.72 Inch Gun       | RML 17.72 inch, Gibraltar        | Vereinigtes Königreich | 450 mm  | 1874            | ab 1874 als Schiffsgeschütz bei der Regia Marina, ab 1884 Küstenartillerie |

## Hinterlader bis etwa 1945
| Bezeichnung                             | Bild                                                                     | Herstellerland         | Kaliber | Einsatz von–bis                 | Anmerkung |
| --------------------------------------- | ------------------------------------------------------------------------ | ---------------------- | ------- | ------------------------------- | --- |
| RBL 7 inch Armstrong gun                | RBL 7 inch Armstrong, HMS Warrior                                        | Vereinigtes Königreich | diverse | 1861                            | |
| RBL 40 pounder Armstrong gun            | RBL 40 pounder Armstrong                                                 | Vereinigtes Königreich | diverse | 1861                            | |
| 9-Zoll-Kanone M1867                     | 9-Zoll-Kanone M1867, Festung Sveaborg                                    | Russland               | 229 mm  | 1867                            | System Krupp |
| BL 6 inch Mk II-VI naval gun            | BL 6 inch gun Mk IV                                                      | Vereinigtes Königreich | 152 mm  | 1880–19?                        | |
| BL 8 inch Mk VII naval gun              | BL 8 inch Mk VII                                                         | Vereinigtes Königreich | 203 mm  | 1884                            | |
| QF Hotchkiss 6 pounder gun              | QF Hotchkiss 6 pounder                                                   | Vereinigtes Königreich | 57 mm   | 1884                            | |
| BL 10 inch Mk I – IV naval gun          | BL 10 inch gun Mk I                                                      | Vereinigtes Königreich | 254 mm  | 1885                            | |
| 152-mm-L/35-Kanone M1877                | 152-mm-L/35-Kanone M1877, Festung Sveaborg                               | Russland               | 152 mm  | 1885–1944                       | im Ersten Weltkrieg Küstengeschütz |
| QF 6 pounder Nordenfelt                 | QF 6 pounder Nordenfelt, Festung Sveaborg                                | Vereinigtes Königreich | 76 mm   | 1885                            | |
| 15-cm-Schnelladekanone L/35             | 15 cm SK L/35                                                            | Deutsches Reich        | 150 mm  | 1890                            | |
| 28-cm-Schnelladekanone L/40             | 28 cm SK L/40                                                            | Deutsches Reich        | 283 mm  | 1893                            | Küstenartillerie Zweiter Weltkrieg |
| Canon de 164 mm modèle 1893             |                                                                          | Frankreich             | 164 mm  | 1893–1945                       | Küstenartillerie im Zweiten Weltkrieg |
| QF 12 pounder 12 cwt naval gun          | QF 12 pounder 12 cwt                                                     | Vereinigtes Königreich | 76 mm   | 1894–1945                       | |
| Ordnance QF-14-Pfünder Maxim-Nordenfelt | QF 14 pounder Maxim-Nordenfelt, HMVS Cerberus                            | Vereinigtes Königreich | 76 mm   | 1894                            | |
| 152-mm-L/45-Kanone M1892                | 152-mm-L/45-Kanone M1892, Port Arthur                                    | Russland               | 152 mm  | 1897                            | Modell Canet |
| BL 6 inch Mk VII naval gun              | BL 6 inch Mk VII, Fort Newhaven                                          | Vereinigtes Königreich | 152 mm  | 1899                            | |
| BL 9.2 inch gun Mk IX - X               | BL 9.2 inch, Rottnest Island                                             | Vereinigtes Königreich | 234 mm  | 1899                            | |
| 10,5-cm-Schnelladekanone L/40           | 10,5 cm SK L/40                                                          | Deutsches Reich        | 105 mm  | 1900                            | |
| Canon de 240 mm modèle 1902             |                                                                          | Frankreich             | 240 mm  | 1902–1945                       | Küstenartillerie im Zweiten Weltkrieg |
| BL 7.5 inch Mk II naval gun             | BL 7.5 inch Mk V                                                         | Vereinigtes Königreich | 190 mm  | 1905                            | |
| 15-cm-Schnelladekanone L/45             | 15 cm SK L/45                                                            | Deutsches Reich        | 150 mm  | 1908–1945                       | 3./Marine-Artillerie Abteilung 604, Jersey |
| QF 12 pounder 18 cwt naval gun          | QF 12 pounder 18 cwt                                                     | Vereinigtes Königreich | 76 mm   | 1906                            | |
| Krupp-Typ 24-cm-Haubitze                | Krupp-Typ 24-cm-Festungshaubitze                                         | Japan                  | 240 mm  | 1890–1905                       | |
| Krupp-Typ 28-cm-Haubitze                | Krupp-Typ 28-cm-Haubitze                                                 | Japan                  | 280 mm  | 1890–1918                       | |
| Typ 41 30,5-cm-Schiffsgeschütz L/45     | Typ 41 30,5-cm-Schiffsgeschütz L/45                                      | Japan                  | 305 mm  | 1922?–1945                      | Einsatz in Bucht von Tokio, Ike, Tsugaru und Houyo |
| Typ 45 15-cm-Kanone                     | Typ 45 15-cm-Festungskanone                                              | Japan                  | 240 mm  | 1890–1905                       | |
| Typ 3 14-cm-Schiffsgeschütz             | Typ 3 14-cm-Schiffsgeschütz                                              | Japan                  | 140 mm  | 1914–1945                       | |
| Typ 3 41-cm-Schiffsgeschütz             | Typ 3 41-cm-Schiffsgeschütz                                              | Japan                  | 410 mm  | 1922?–1945                      | Einsatz in Tsushima, Pusan und Ike |
| 305-mm-L/52-Kanone M1907                | Zwillingsturm MB-2-12 mit 305-mm-L/52-Kanone M1907, Kuivasaari, Finnland | Russland               | 305 mm  | 1907–1991                       | Panzertürme für Küstenartillerie: MB-2-12 (Zwilling) und MB-3-12 (Drilling); das aus der Waffe abgeleitete Eisenbahngeschütz TK-3-12 soll sich 1991 noch im Dienst befunden haben |
| 152-mm-L/50-Kanone M1908                |                                                                          | Russland               | 152 mm  | 1909                            | Modell Vickers |
| Canon de 138 mm modèle 1910             |                                                                          | Frankreich             | 138 mm  | 1910–1945                       | Küstenartillerie im Zweiten Weltkrieg |
| BL 15 inch Mk I naval gun               | BL 15 inch Mk I naval gun                                                | Vereinigtes Königreich | 381 mm  | 1913–1959                       | |
| Typ 3 14-cm-Schiffsgeschütz             | Typ 3 14-cm-Schiffsgeschütz                                              | Japan                  | 140 mm  | 1914–1945                       | |
| Cannone navali da 381/40                |                                                                          | Königreich Italien     | 381 mm  | 1916–1945                       | |
| Canon de 155 mm GPF                     | 15,5-cm-Kanone 418(f)                                                    | Frankreich             | 155 mm  | 1917–1945                       | als 15,5-cm-Kanone 418(f) Einsatz bei der deutschen Wehrmacht als Küstengeschütz, als 155 Gun M1918 M1 Einsatz bei der US Army als Küstengeschütz                                 |
| Canon de 220 L mle 1917                 | Canon de 220 L mle 1917 Schneider                                        | Frankreich             | 220 mm  | 1917–1945                       | als 22-cm-Kanone 532(f) Einsatz bei der deutschen Wehrmacht als Küstengeschütz bei der Marineartillerieabteilung 604 in Cherbourg                                                 |
| 38-cm-Schnelladekanone L/45             | 38-cm-SK C/34                                                            | Deutsches Reich        | 380 mm  | 1917–1945                       | Geschützdaten siehe: Bayern-Klasse Einsatz: * Batterie Deutschland * Batterie Pommern                                                                                             |
| 16"/50 caliber M1919 gun                | 16"/50 caliber M1919                                                     | Vereinigte Staaten     | 406 mm  | 1920–1946                       | |
| 220 mm mozdierz wz. 32                  | 22-cm-Mörser(p)                                                          | Tschechoslowakei       | 220 mm  | 1920(?)–1945                    | Einsatz als 22-cm-Mörser(p) bei der deutschen Wehrmacht als Küstengeschütz |
| 7,5-cm-Feldkanone 16nA                  | 7,5-cm-Feldkanone 16nA                                                   | Deutsches Reich        | 75 mm   | 1934–1945                       | Einsatz u. a. im Atlantikwall |
| 10,5cm hrubý kanón vz. 35               | 10,5-cm-Kanone 35(t)                                                     | Tschechoslowakei       | 105 mm  | 1935–1945                       | Einsatz als 10,5-cm-Kanone 35(t) bei der deutschen Wehrmacht als Küstengeschütz                                                                                                   |
| 8,8-cm-Schnelladekanone C/30            | 8,8-cm-SK C/30                                                           | Deutsches Reich        | 88 mm   | 1933 (?)–1945                   | Festung Fjell ehem. Deckgeschütz der U-Boote Typ VII (später ersetzt durch C/35)                                                                                                  |
| 8,8-cm-Schnelladekanone C/31            |                                                                          | Deutsches Reich        | 88 mm   | 1933 (?)–1945                   | ehem. Flakgeschütz der Deutschland |
| 10,5-cm-Schnelladekanone C/32           | 10,5-cm-SK C/32                                                          | Deutsches Reich        | 105 mm  | 1935 (?)–1945                   | Festung Fjell Deckgeschütz der U-Boote Typ I und IX |
| 15-cm-Schnelladekanone C/28             | 15-cm-SK C/28                                                            | Deutsches Reich        | 150 mm  | 1935–1945                       | Geschützdaten siehe: Bismarck-Klasse |
| 15-cm-Kanone 39                         |                                                                          | Deutsches Reich        | 150 mm  | 1939–1945                       | |
| 28-cm-Schnelladekanone C/34             | 28-cm-SK C/34                                                            | Deutsches Reich        | 280 mm  | 1941–1945                       | Geschützdaten siehe: Scharnhorst-Klasse Einsatz: * Batterie Rozenburg, Niederlande * Festung Fjell * Batterie Oerlandat bei Austrått, Norwegen                                    |
| 38-cm-Schnelladekanone C/34             | 38-cm-SK C/34                                                            | Deutsches Reich        | 380 mm  | 1941–1945                       | Geschützdaten siehe: Bismarck Einsatz: * Festungsanlage Hanstholm * Batterie Vara, Kristiansand * Batterie Todt, Cap Gris-Nez                                                     |
| 40,6-cm-Schnelladekanone C/34           | 40,6-cm-SK C/34, Batterie Lindemann                                      | Deutsches Reich        | 406 mm  | 1942–1945 1951–1961 (Trondenes) | Geschützdaten siehe: H-Klasse Einsatz: * Batterie Lindemann * Batterie Dietl * Küstenbatterie Trondenes                                                                           |

## Geschütze ab etwa 1945
| Bezeichnung                  | Bild                            | Herstellerland | Kaliber | Einsatz von–bis          | Anmerkung                                                           |
| ---------------------------- | ------------------------------- | -------------- | ------- | ------------------------ | ------------------------------------------------------------------- |
| 100 mm KS-19                 | KS-19                           | Sowjetunion    | 100 mm  | 1948                     | Flugabwehrkanone, Einsatz gegen Erd- und Seeziele als Nebenaufgabe. |
| 57 55 J                      | 57 55 J                         | Finnland       | 57 mm   | 1950–1965                |                                                                     |
| 152 50 T                     | 152 50 T                        | Finnland       | 152 mm  | 1950er- bis 1980er-Jahre | Panzerturm, Umbau aus russischer 152-mm-L/45-Kanone M1892           |
| 7,5 cm tornpjäs m/57         | 7,5 cm tornpjäs m/57            | Schweden       | 75 mm   | 1962                     | Panzerturm                                                          |
| 10,5 cm tornautomatpjäs m/50 | 10,5 cm tornautomatpjäs m/50    | Schweden       | 105 mm  | 1962–2000                | Panzerturm                                                          |
| 100 56 TK                    | 100 56 TK, Kuivasaari, Finnland | Finnland       | 100 mm  | 1969                     | Turm Kampfpanzer T-55                                               |
| 12 cm tornautomatpjäs m/70   | 12 cm tornautomatpjäs m/70      | Schweden       | 120 mm  | 1979                     | Panzerturm                                                          |
| 130 53 TK                    | 130 53 TK beim Feuern           | Finnland       | 130 mm  | 1984                     | Panzerturm                                                          |